# Pseudotristria cylindrica
Pseudotristria cylindrica är en insektsart som först beskrevs av Boris Petrovich Uvarov 1953.  Pseudotristria cylindrica ingår i släktet Pseudotristria och familjen gräshoppor. Inga underarter finns listade i Catalogue of Life.